# Philip Don
Philip Don (Sheffield, 1952. március 10. –) angol nemzetközi labdarúgó-játékvezető. Polgári foglalkozása iskolaigazgató.

## Pályafutása

### Nemzeti játékvezetés
A játékvezetői vizsgát 1980-ban tette le. A küldési gyakorlat szerint rendszeres partbírói tevékenységet is végez. 1986-ban lett országos, majd 1992-ben az I. Liga játékvezetője. A nemzeti játékvezetéstől 1995-ben vonult vissza, mert döntenie kellett az iskola igazgatói- és a játékvezetői tevékenység között.

#### Nemzeti kupamérkőzések
Vezetett kupadöntők száma: 2.

##### FA-kupa
| Időpont        | Helyszín                | Mérkőzés típusa | Mérkőzés                 | Eredmény | Nézők száma |
| -------------- | ----------------------- | --------------- | ------------------------ | -------- | ----------- |
| 1992. május 9. | Wembley Stadion, London | döntő           | Liverpool–Sunderland AFC | 2 : 0    | 79 544      |

##### Angol labdarúgó-ligakupa
| Időpont          | Helyszín                | Mérkőzés típusa | Mérkőzés                      | Eredmény | Nézők száma |
| ---------------- | ----------------------- | --------------- | ----------------------------- | -------- | ----------- |
| 1995. április 2. | Wembley Stadion, London | döntő           | Liverpool–Bolton Wanderers FC | 2 : 1    | 75 595      |

### Nemzetközi játékvezetés
Előrehaladását a FIFA JB korosztály csökkentő határozata gyorsította meg. Az Angol labdarúgó-szövetség Játékvezető Bizottsága (JB) terjesztette fel nemzetközi játékvezetőnek, a Nemzetközi Labdarúgó-szövetség (FIFA) 1992-től tartotta nyilván bírói keretében. A FIFA JB központi nyelvei közül a angolt beszéli. Több nemzetek közötti válogatott és klubmérkőzést vezetett, vagy működő társának partbíróként, illetve 4. bíróként segített. Az angol nemzetközi játékvezetők rangsorában, a világbajnokság-Európa-bajnokság sorrendjében többedmagával a 18. helyet foglalja el 4 találkozó szolgálatával. Az aktív nemzetközi játékvezetéstől 1995-ben vonult vissza. Válogatott mérkőzéseinek száma: 5.

#### Labdarúgó-világbajnokság
A világbajnoki döntőhöz vezető úton Amerikai Egyesült Államokba a XV., az 1994-es labdarúgó-világbajnokságra a FIFA JB bíróként alkalmazta.  
Ez volt az első labdarúgó-világbajnokság, ahol ténylegesen külön tevékenykedtek a játékvezetők és a segítő partbírók. A partbírók még nem kapcsolódtak szorosan a delegált nemzeti játékvezetőjükhöz. Világbajnokságon vezetett mérkőzéseinek száma:  2.

##### 1994-es labdarúgó-világbajnokság

###### Selejtező mérkőzés
| Időpont           | Helyszín                        | Mérkőzés típusa           | Mérkőzés                 | Eredmény | Nézők száma |
| ----------------- | ------------------------------- | ------------------------- | ------------------------ | -------- | ----------- |
| 1992. október 11. | Kaftatzoglio Stadion, Szaloniki | előselejtező (5. csoport) | Görögország–Magyarország | 0 : 0    | 35 000      |
| 1993. október 13. | Arms Park Stadion, Cardiff      | előselejtező (4. csoport) | Wales–Ciprus             | 2 : 0    | 30 825      |

###### Világbajnoki mérkőzés
| Időpont          | Helyszín                        | Mérkőzés típusa              | Mérkőzés             | Eredmény | Nézők száma |
| ---------------- | ------------------------------- | ---------------------------- | -------------------- | -------- | ----------- |
| 1994. június 25. | Giants Stadion, New York        | csoportmérkőzés (F. csoport) | Szaúd-Arábia–Marokkó | 2 : 1    | 72 000      |
| 1994. július 10. | Stanford Stadion, San Francisco | egyik negyeddöntő            | Svédország–Románia   | 2 : 2    | 81 000      |

#### Olimpiai játékok
Az 1992. évi nyári olimpiai játékok labdarúgó tornáján a FIFA JB játékvezetőként foglalkoztatta.

##### 1992. évi nyári olimpiai játékok
| Időpont          | Helyszín                         | Mérkőzés típusa              | Mérkőzés                  | Eredmény | Nézők száma |
| ---------------- | -------------------------------- | ---------------------------- | ------------------------- | -------- | ----------- |
| 1992. július 24. | Nova Creu Alta Stadion, Sabadell | csoportmérkőzés (B. csoport) | Egyiptom–Katar            | 0 : 1    | 2 000       |
| 1992. július 27. | Sarrià Stadion, Barcelona        | csoportmérkőzés (A. csoport) | Olaszország–Lengyelország | 0 : 3    | 15 000      |

#### Nemzetközi kupamérkőzések
Vezetett kupadöntők száma: 1.

##### UEFA-bajnokok ligája
A 40. játékvezető – a 4. angol – aki UEFA-bajnokok ligája döntőt vezetett.
| Időpont         | Helyszín                | Mérkőzés típusa | Mérkőzés              | Eredmény | Nézők száma |
| --------------- | ----------------------- | --------------- | --------------------- | -------- | ----------- |
| 1994. május 18. | Olimpiai Stadion, Athén | döntő           | AC Milan–FC Barcelona | 4 : 0    | 70 000      |

## Szakmai sikerek
Az IFFHS (International Federation of Football History & Statistics) 1987-2011 évadokról tartott nemzetközi szavazásán 151, játékvezető besorolásával minden idők 83, legjobb bírójának rangsorolta, holtversenyben  Martin Atkinson, Paolo Casarin, Carlos Velasco Carballo, Vojtěch Christov, Peter Fröjdfeldt, Nisimura Júicsi társaságában. A 2008-as szavazáshoz képest 25 pozíciót hátrább lépett.